# Paula Scherleitner
Paula Scherleitner (* 8. April 1897 in Linz; † 29. Dezember 1978 ebenda) war eine österreichische Medizinerin. Sie war Direktorin des Linzer Allgemeinen Krankenhauses, Vizepräsidentin der OÖ. Ärztekammer und des OÖ. Roten Kreuzes.
Nach ihrem Medizinstudium begann Paula Scherleitner am Linzer AKH als Ärztin zu arbeiten. Sie stieg 1933 zur Leiterin des Röntgeninstitutes auf, wurde aber im Jahr darauf aus politischen Gründen entlassen. Nach dem Zweiten Weltkrieg wurde sie bereits im Mai 1945 zur Direktorin des AKH bestellt. Dank ihres Engagements begann nun für das Spital ein großer Aufstieg, da sich Scherleitner neben der Behebung der Schäden aufgrund des Krieges in erster Linie um den Ausbau der medizinisch-technischen Einrichtungen bemühte.
Scherleitner gehörte zu den Gründungsmitgliedern der Österreichischen Gesellschaft für Röntgenkunde und war Mitglied des Landessanitätsrates. In den Jahren 1945 bis 1950 war sie nebenbei noch Vizepräsidentin der OÖ. Ärztekammer und des OÖ. Roten Kreuzes. Weiters gehörte sie ab 1950 dem Vorstand der Ärztekammer an.

## Ehrung
- Der im Jahr 2002 nach Paula Scherleitner benannte Linzer Scherleitnerweg liegt im Areal des AKH. Abzweigend von der Garnisonsstraße mündet er in die Robert-Koch-Straße.